# Гудекенскерке
Гудекенскерке (нід. Hoedekenskerke) — село в нідерландській провінції Зеландія. Входить до муніципалітету Борселе.
Його площа становить 6,14 км², а населення станом на 2021 рік складало 715 осіб.
До 1970 року мало статус окремого муніципалітету.

## Галерея

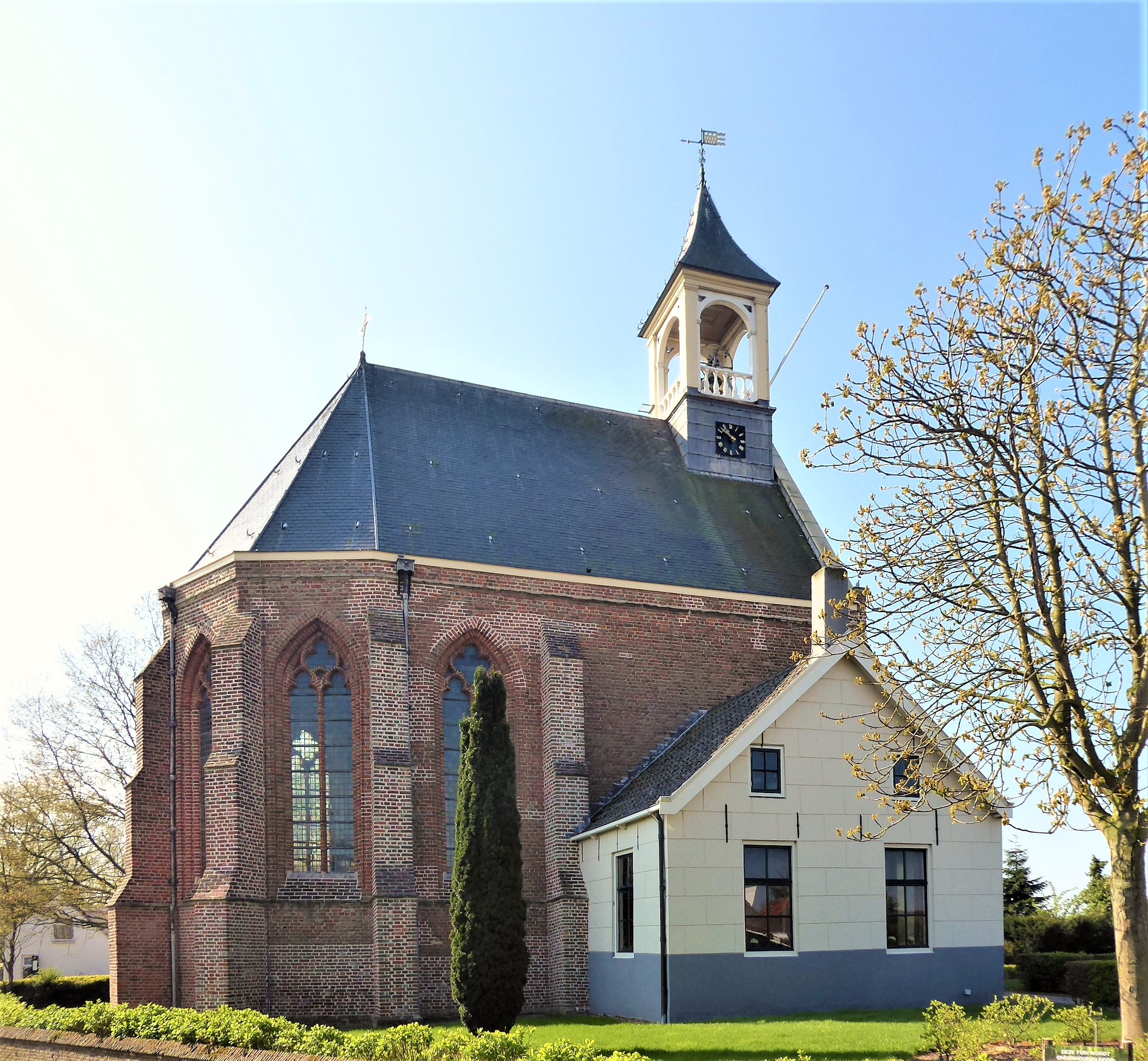
Церква св. ЙОріса
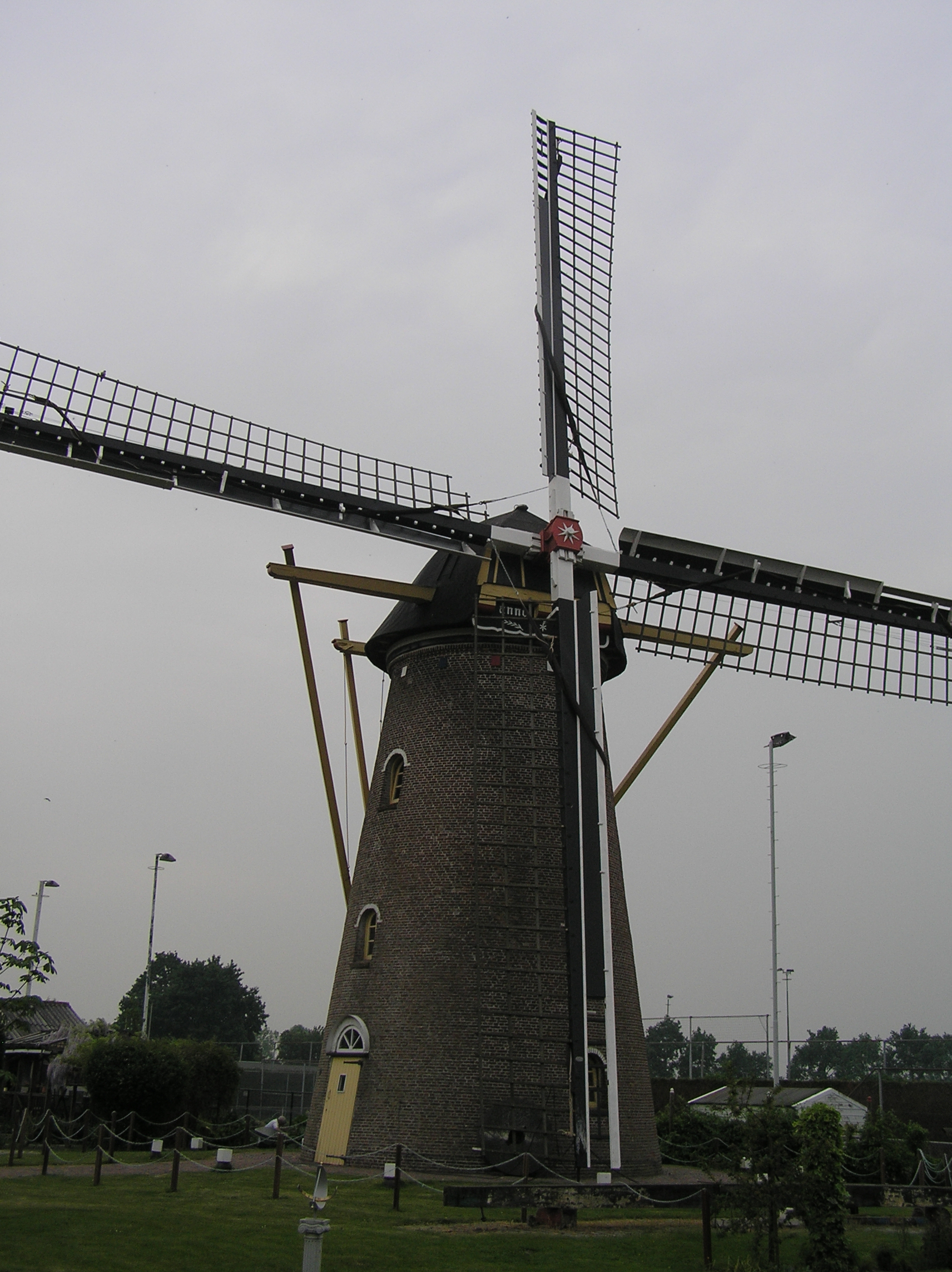
Вітряк Koutermolen
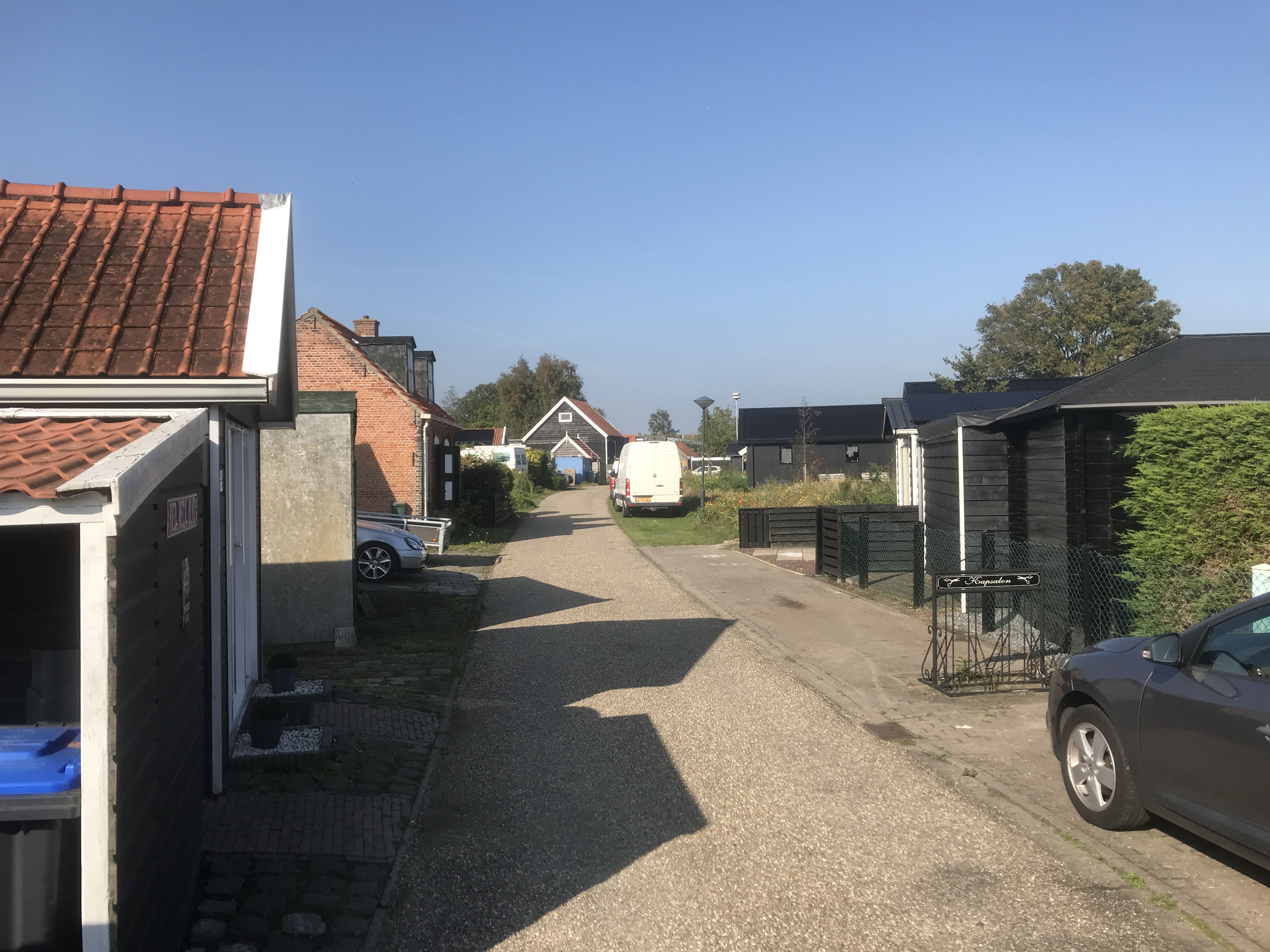
Вулична панорама
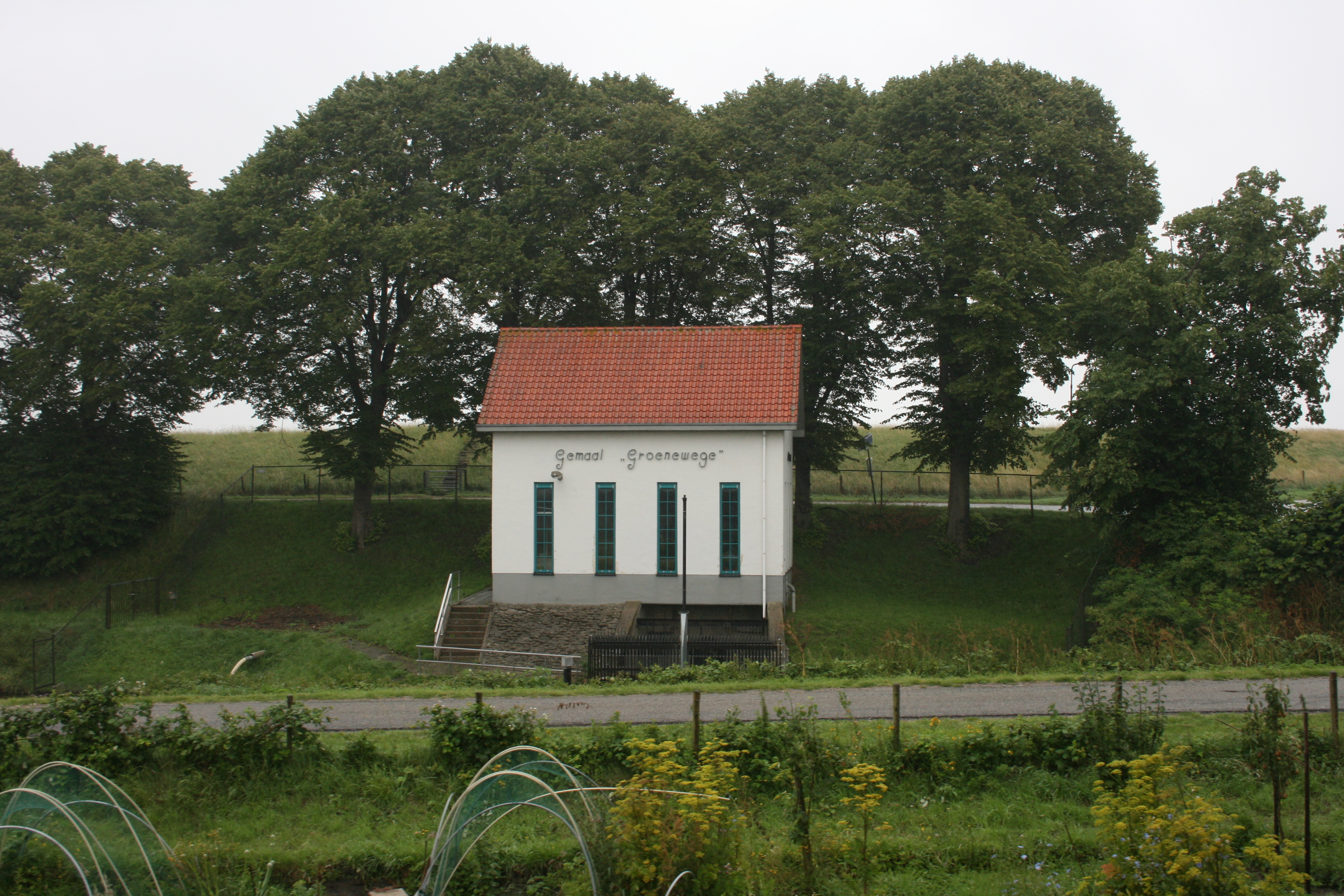
Насосна станція